# Skoki narciarskie 2005
Skoki narciarskie 2005 – trzecia gra komputerowa z serii o skokach narciarskich. Producentem był L’Art, a wydawcą Axel Springer Polska.
W grze został wykorzystany RenderWare. Kibice są po raz pierwszy w serii wykonani w trójwymiarze. Wprowadzono 6 dodatkowych kamer, w tym jedna z gogli zawodnika. Pojawiają się nowe tryby rozgrywki, w tym także skoki kobiet.

## Sterowanie
Sterowanie zostało zmienione - nie ma precyzyjnych informacji o ułożeniu skoczka podczas najazdu (pojawiały się tylko strzałki wskazujące podwyższenie lub obniżenie sylwetki zawodnika), trzeba było rozwinąć odpowiednią prędkość do wybicia, a przy wyjściu z progu należało przez chwilę przytrzymać przyciski - a nie jak w poprzednich częściach - nacisnąć. Rozbudowano lądowanie – gracz musiał ręcznie wyhamować, co w przypadku niewykonania kończyło się przewrotem przez baner reklamowy.

## Tryb kariery
Tryb kariery został znacznie rozbudowany. Teraz gracz w ciągu 20 sezonów musiał pokonać drogę z reprezentacyjnej kadry C, przez B, do kadry A przy uwzględnieniu wszystkich pucharów w tychże kadrach. Gracz zaczyna z bardzo niskim nakładem pieniężnym, sprzęt niskiej jakości bardzo szybko ulega zniszczeniu, a sponsorzy udzielają skromnych ofert. Zawody mogą być odwoływane z powodu złych warunków atmosferycznych. Pojawił się nowy tryb - Zadania w którym musimy wykonać odpowiednie zadania - ich wykonanie jest nagradzane pieniężnie. Pojawił się także Magazyn, w którym można składować stary sprzęt.

## Komentarz
W zawodach szczegółowego komentarza udzielają Włodzimierz Szaranowicz i Dariusz Szpakowski.

## Obiekty
W grze Skoki narciarskie 2005 można rywalizować na 44 skoczniach, wykonanych na wzór prawdziwych obiektów (jedynym wyjątkiem jest skocznia Vancouver – K300).